# 守綱寺 (豊田市)
守綱寺（しゅこうじ）は、愛知県豊田市にある真宗大谷派の寺院。山号は渡邉山。徳川十六神将の一人である渡辺守綱の菩提寺である。

## 由緒
1639年、渡辺治綱が名古屋興善寺の住職を招いて創建した。1644年、渡辺守綱33回忌の際に本堂など伽藍を整えた。寺宝に渡辺家歴代の肖像画や、徳川家康から拝領した豊臣秀頼着用の陣羽織を七条袈裟に仕立て直したものなどがある。

## 文化財
愛知県指定文化財
- 渡辺半藏守綱像

豊田市指定文化財

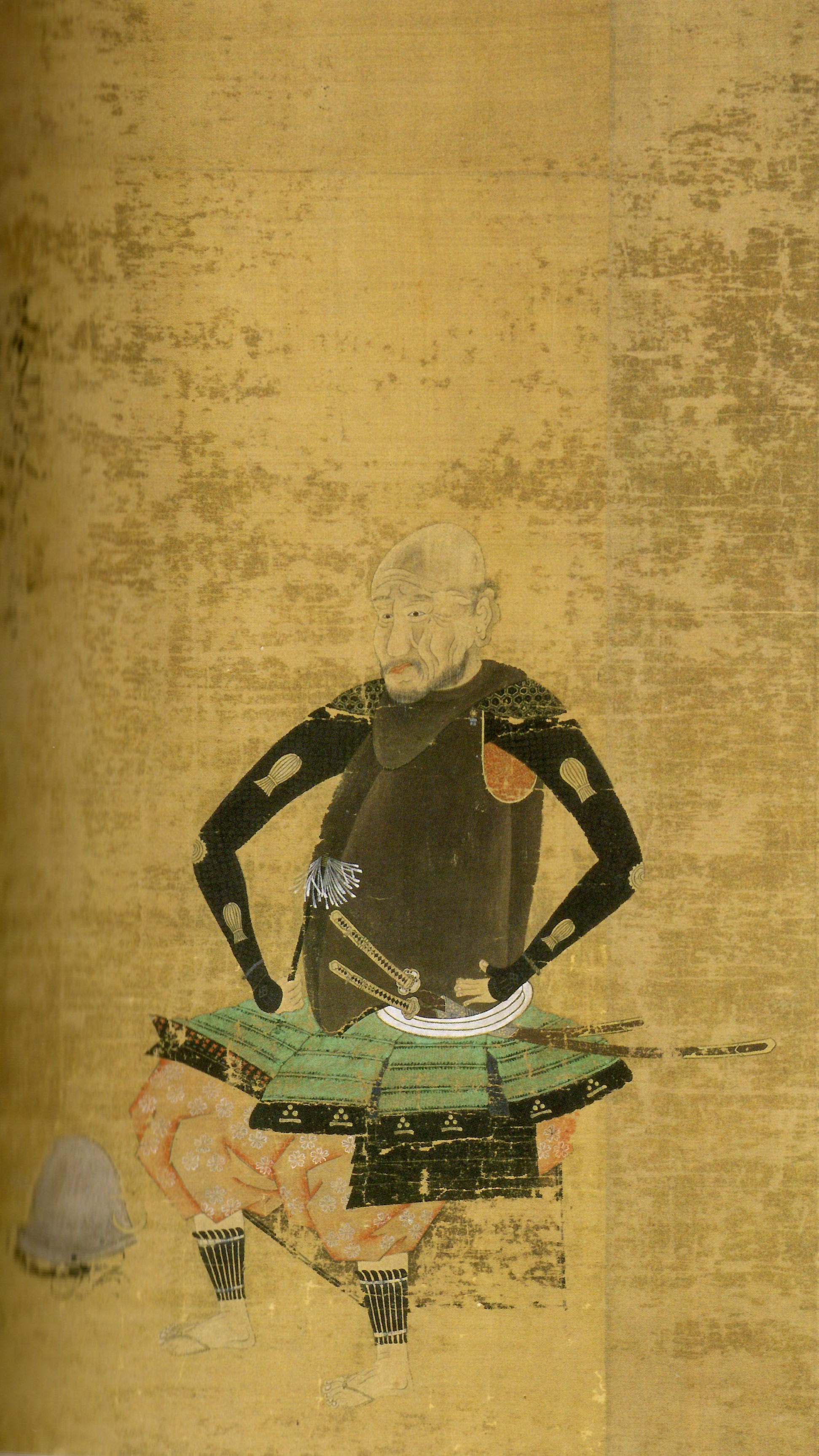
絹本著色渡辺半蔵守網像（愛知県指定文化財）

- 本堂 - 1644年に伏見桃山城の軍議評定所を拝領し建立。1992年4月30日、市指定有形文化財指定[2]。
- 山門 - 1992年4月30日、市指定有形文化財指定[2]。
- 鐘楼堂 - 梵鐘は1648年に渡辺重綱が寄進。1992年4月30日、市指定有形文化財指定[2]。
- 太鼓堂 - 1992年4月30日、市指定有形文化財指定[2]。
- 渡辺家墓所 - 1977年3月18日、市指定史跡に指定[2]。
- 渡辺家歴代肖像

## ギャラリー

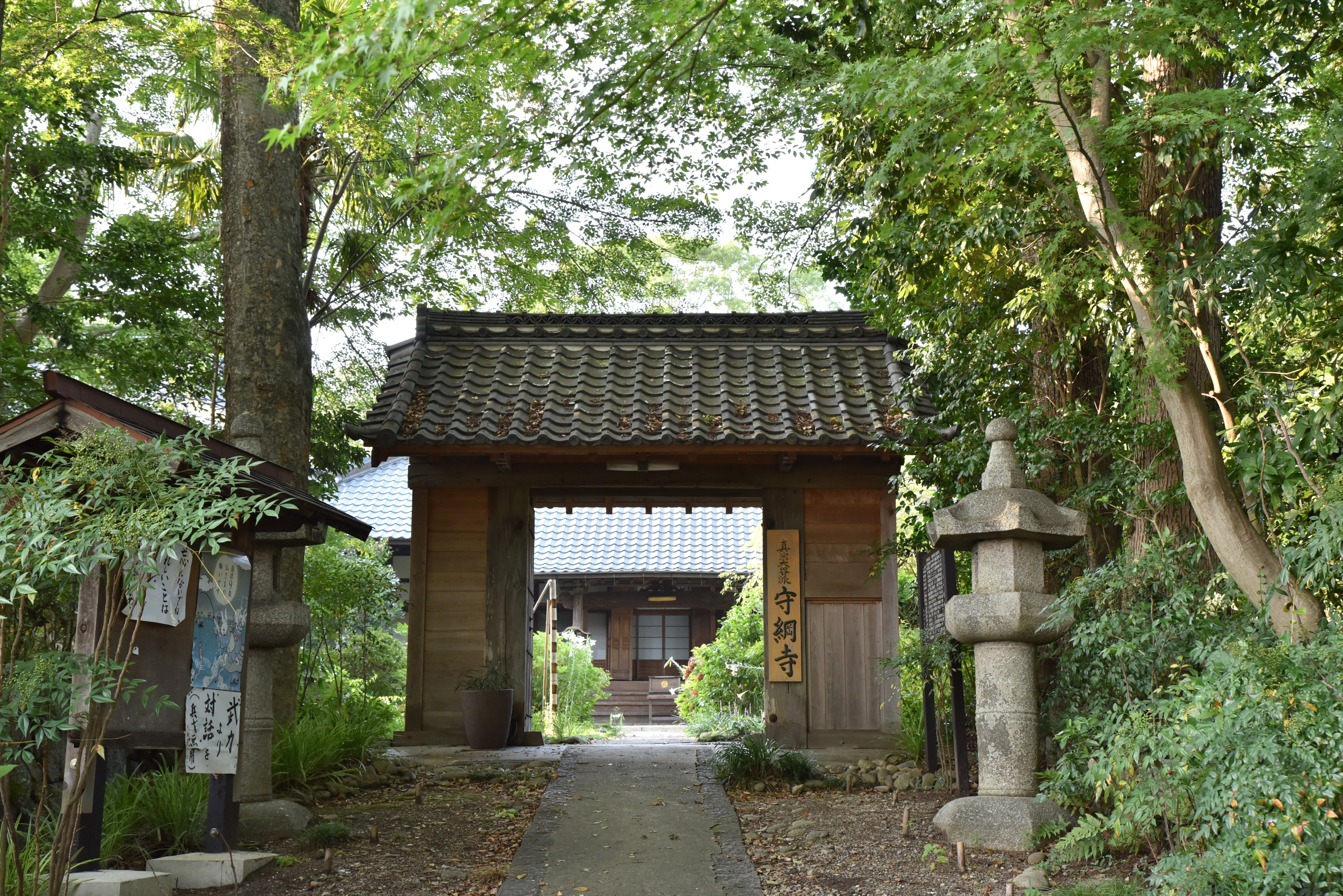
山門
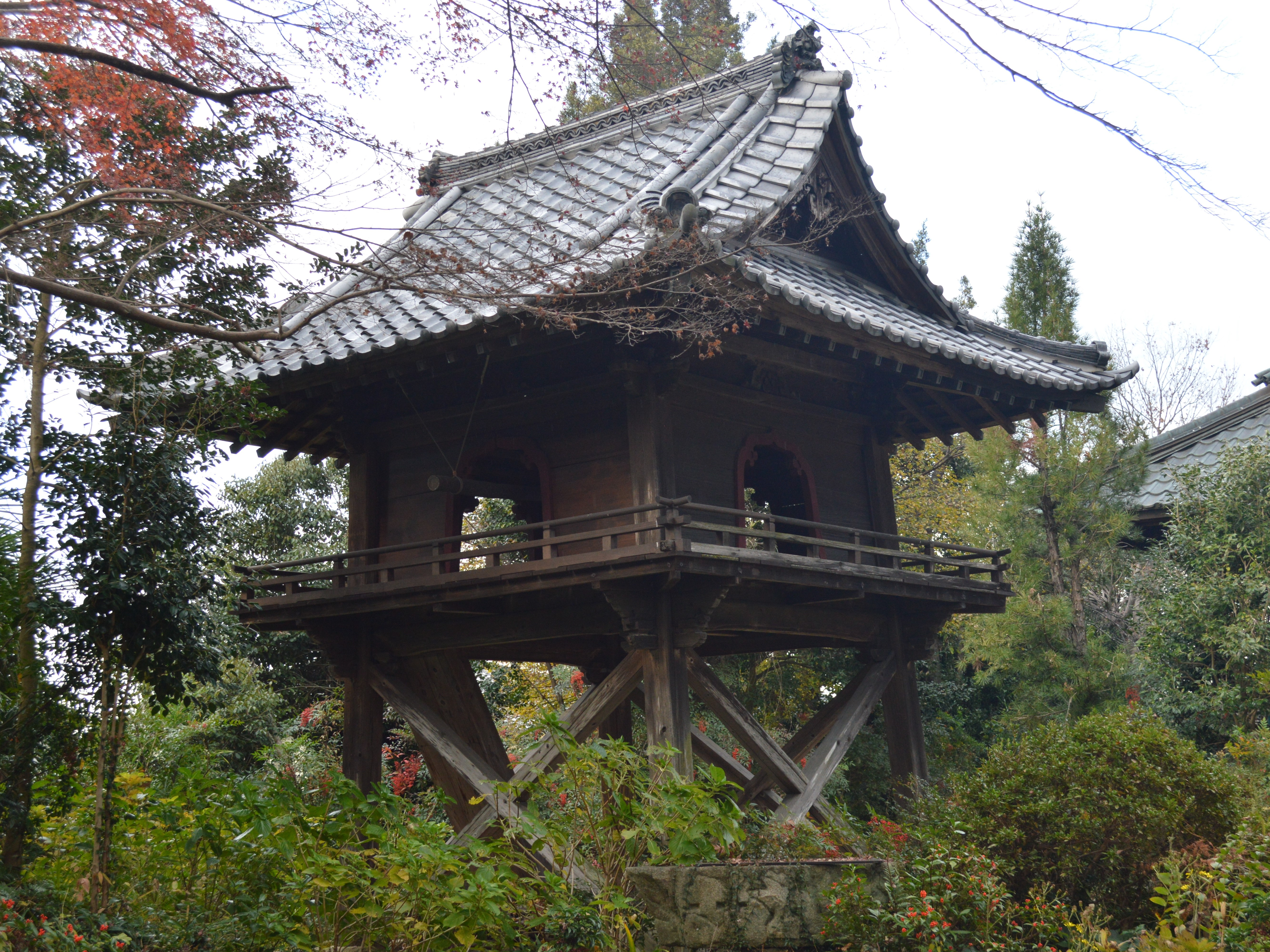
鐘楼・梵鐘
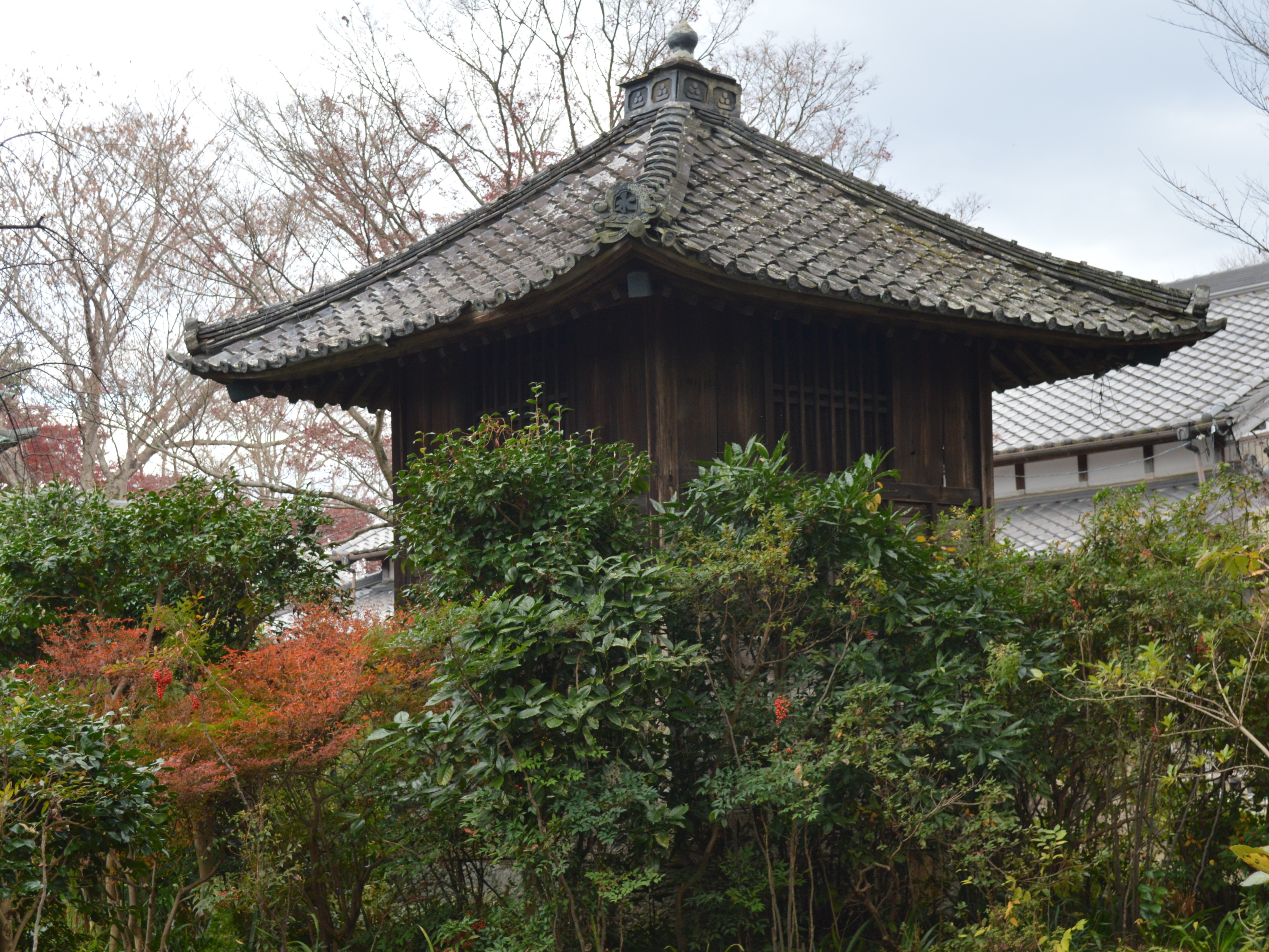
太鼓堂
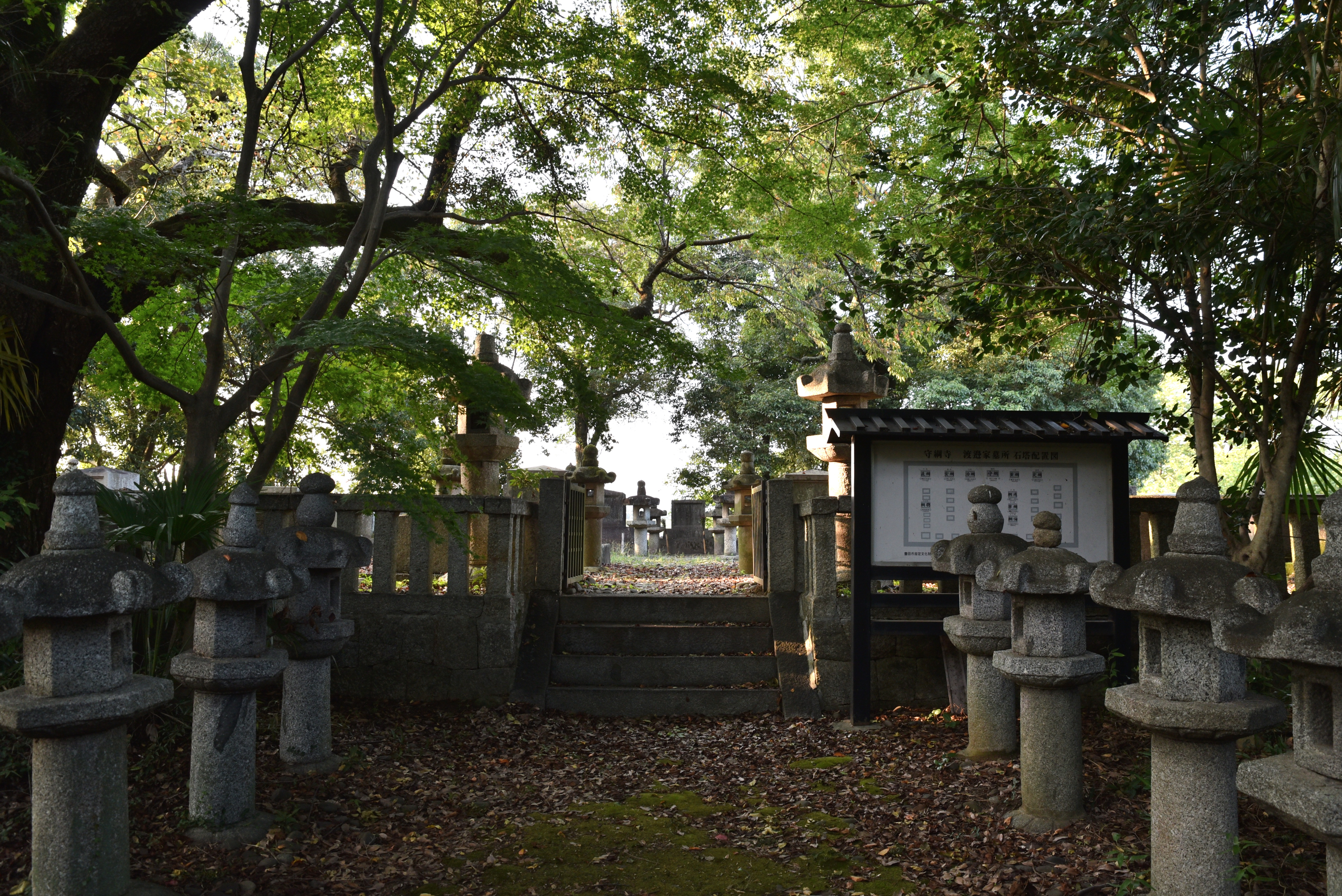
渡辺家墓所
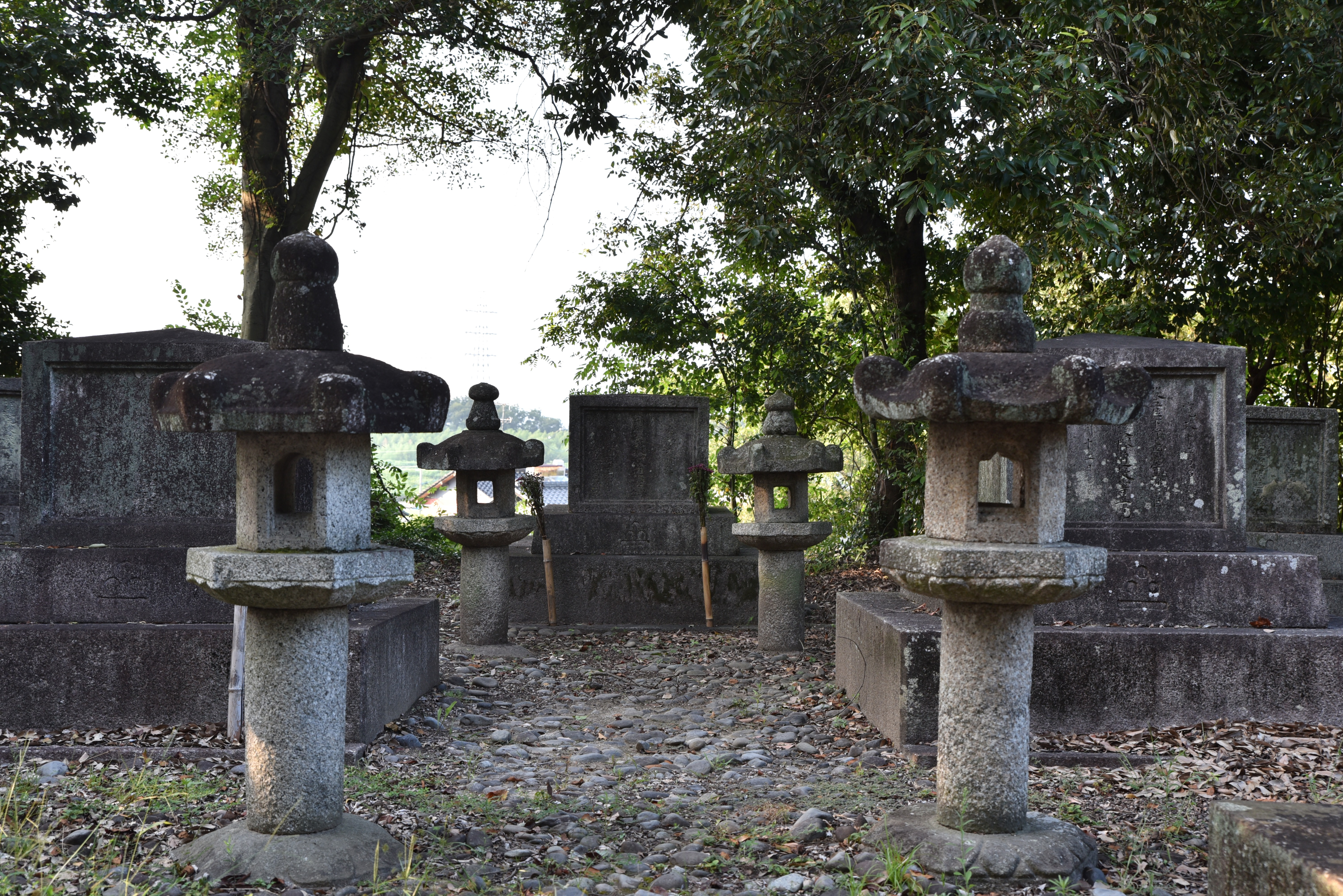
渡辺守綱の墓（中央奥）